# Schapenzuring
Schapenzuring (Rumex acetosella) is een vaste plant die behoort tot de duizendknoopfamilie (Polygonaceae). De tweehuizige plant komt voor in Europa.

## Kenmerken
De plant wordt 10-60 cm hoog en vormt veel en lange ondergrondse uitlopers. De 3-7 cm lange, spiesvormige bladeren zijn omgekeerd-eirond tot lijnvormig.
Schapenzuring bloeit van mei tot de herfst met meestal groene of lichtrood aangelopen pluimen. Soms zijn ze donkerrood. De 1-1,5 mm lange vruchtkleppen (binnenste bloemdekbladen) zijn niet of nauwelijks langer dan de vrucht. Ze zijn ongetand en zonder knobbels. De vrucht is een driekantig nootje. In een gram zaad zitten circa 3800 zaden.
Schapenzuring komt voor op droge, stikstofhoudende, kalkarme en zure zand-, heide- en veengrond. De plant wordt beschouwd als onkruid als ze voorkomt tussen de roggeplanten.

## Plantengemeenschap
Schapenzuring is een indicatorsoort voor struisgrasvegetaties (ha), een karteringseenheid in de Biologische Waarderingskaart (BWK) van Vlaanderen en het Brussels Hoofdstedelijk Gewest.

## Gebruik
De jonge blaadjes kunnen gegeten worden en smaken fris zuur door het aanwezige oxaalzuur. Ook worden ze gebruikt voor het bereiden van vleesgerechten. De bladeren zijn rijk aan vitamine A, vitamine B, vitamine C, vitamine D, vitamine K en vitamine E en bevatten 8-12% carotenoïden.

## Naam
Rumex is Latijn voor werpspies en de aanduiding acetocella heeft betrekking op de zure smaak van het blad. De Nederlandse naam duidt op het voorkomen op schraal grasland dat alleen geschikt is voor begrazing door schapen.

## Fotogalerij

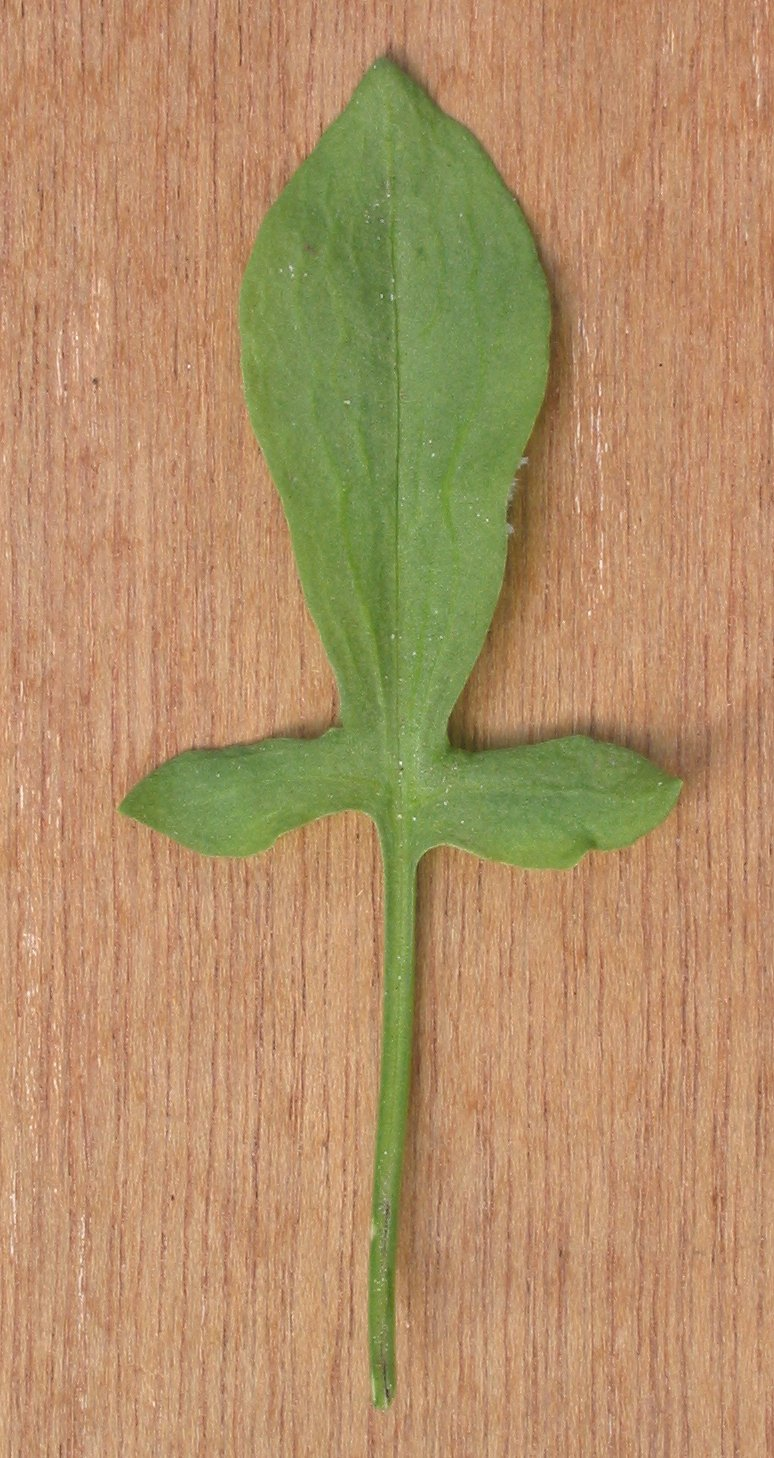
Het blad lijkt op een Griekse werpspies
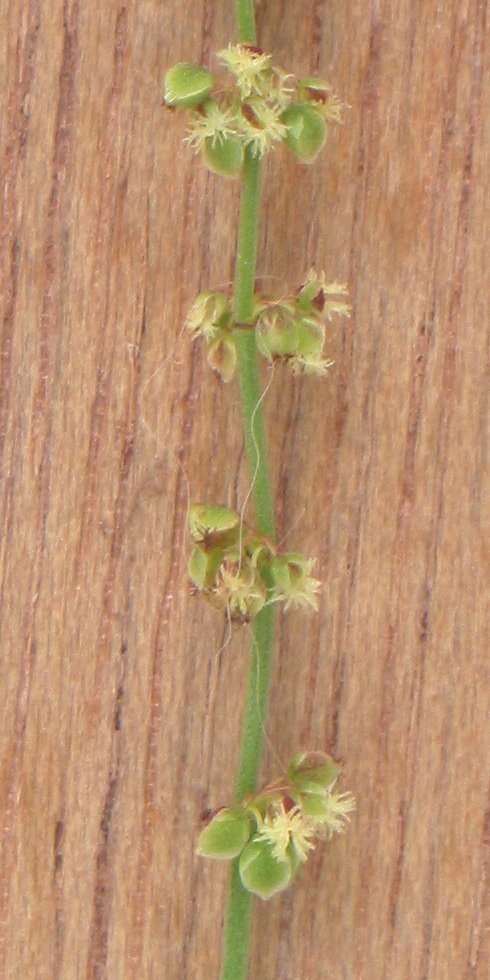
Vrouwelijke bloemen
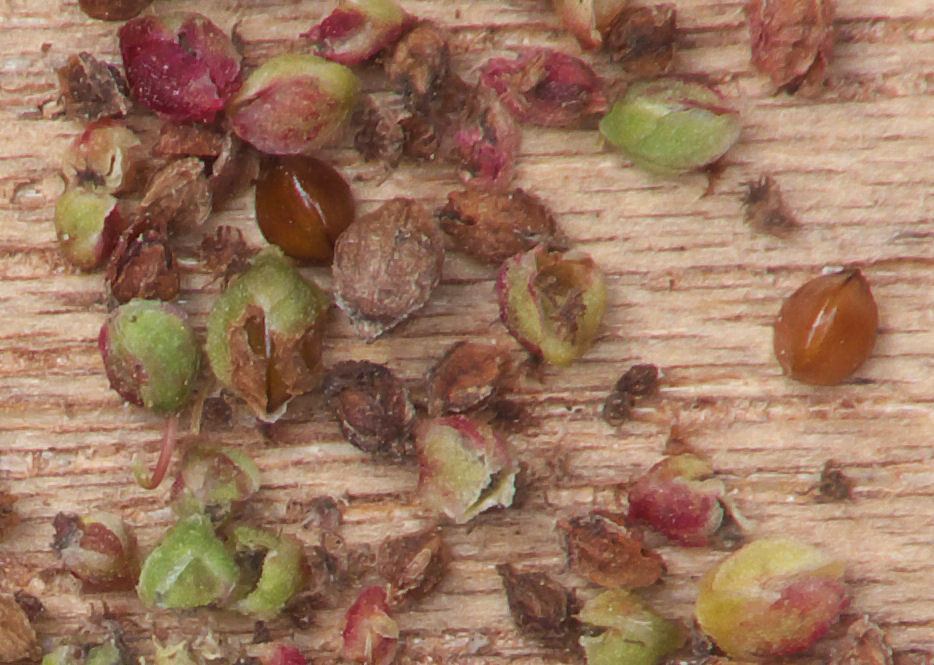
Vruchten en zaden
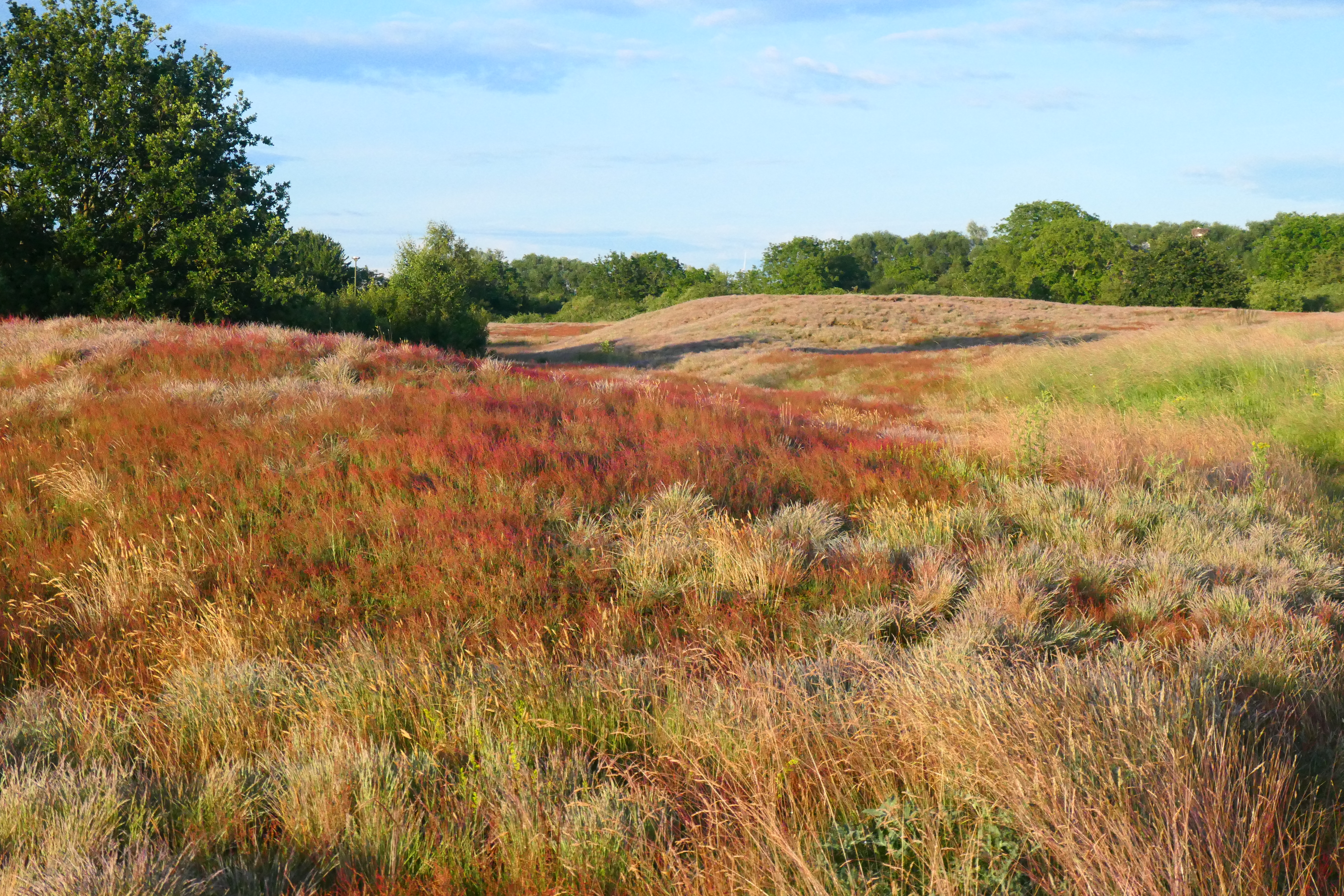
Plantengemeenschap (Wisseler Dünen)